# Ортигаро (Ђенова)
Ортигаро је насеље у Италији у округу Ђенова, региону Лигурија.
Према процени из 2011. у насељу је живело 77 становника. Насеље се налази на надморској висини од 261 м.